# 巴迪略德拉瓜雷尼亚
巴迪略德拉瓜雷尼亚，是西班牙卡斯蒂利亚-莱昂萨莫拉省的一个市镇。 总面积44平方公里，总人口366人（2001年），人口密度8人/平方公里。